# Kleopatra (opera)
Kleopatra je opera v dveh dejanjih (devetih slikah) Danila Švare. Libreto si je po zgodovinskih virih spisal sam. To je naša prva opera, v kateri je tematika vezana na zgodovino, ki ni slovenska.
Skladatelj je klavirski izvleček dokončal jeseni 1937, nato je delo harmonično obdelal v letih 1938 - 1940. Glavno skladateljevo vodilo pri komponiranju nove moderne opere je bilo, da pevcem nudi pevne in melodične vloge, popolnoma v smislu belcanta, ki pa je preneseno v sodobnost.
Krstna predstava je bila v ljubljanski Operi 11. maja 1940. Dirigent predstave je bil skladatelj, režiser Ciril Debevec, naslovno vlogo je interpretirala Valerija Heybal.
Druga uprizoritev je bila pravtako na odru ljubljanske Opere; z njo je leta 1956 skladatelj počastil 35-letnico svojega umetniškega delovanja.

## Osebe
- Kleopatra, egiptovska kraljica - sopran
- Julij Cezar, triumvir - bariton
- Potinos, kraljevi namestnik - bas
- Apollodoros, Kleopatrin zaupnik - tenor
- Arzinoa, Kleopatrina sestra
- Decim Brut, senator - bas
- Mark Brut, senator - bas
- Gaj Kasij, senator - tenor
- Eiris, Kleopatrina družica - mezzosopran
- Karmian, Kleopatrina družica - sopran
- Stotnik - tenor
- Mark Antonij, triumvir - tenor
- Herod, judovski kralj
- Enobarbos, vojskovodja - bas
- Eros, suženj - tenor
- Senatorji, vojaki, zarotniki, sužnji in ljudstvo.

## Vsebina

### Prvo dejanje

#### Prva slika
Velika dvorana v Kleopatrini palači v Aleksandriji.
Julij Cezar na pohodu v Egipt zaide v težave zaradi odpora kraljeve stranke, ki jo vodi državni namestnik Potinos. Slednji je varuh 14-letnega Ptolomeja III., ki je Kleopatrin brat in soprog obenem. 
Nekaj dni pred Cezarjevim prihodom Potinos sprevidi, da Kleopatra Ptolomeju zaradi svoje državniške modrosti ne bo dopustila vladarske samostojnosti. Zato jo poskusi odstraniti, Kleopatro veli odvesti v puščavo. Tam ji zagrozi s smrtjo, če bi se še kdaj poskusila vrniti v Egipt. 
Ob Cezarjevem prihodu ga obišče Potinos in mu pove, da se je Kleopatra odrekla kroni in zbežala iz Egipta. Zato ga prosi, naj potrdi Ptolomeja za edinega kralja Egipta. Cezar že skoraj privoli, ko mu prinese Apolodor v dar perzijsko preprogo, iz katere odvijejo v nji skrito žensko - Kleopatro. Cezar odslovi Potinosa, Kleopatra pa mu razloži svojo usodo in ga zaprosi zaščite. Cezar ji jo obljubi.

#### Druga slika
Kleopatrina soba v isti palači.
Potinos čaka v zasedi kraljico. Želi jo ubiti, saj bi le tako izšel iz zagate, v katero ga je pahnila njena vrnitev. Družici Karmian in Eiris prideta s kraljico in jo ličita za Cezarjev obisk. Kleopatra opazi izza zavese skritega Potinosa in brž se ji porodi maščevalna misel, ko ji sužnja poda bodalo.
Vtem vstopi Cezar, kateremu Kleopatra razkrije načrt o veličastnem rimskem cesarstvu, ki naj bi obsegalo tudi Egipt. Potinosa pa mu prikaže kot najnevarnejšega nasprotnika tej ideji. Cezar ne verjame v nevarnost, zato se Kleopatra približa zavesi in bliskoma zabode za njo skritega Potinosa. S tem prepriča Cezarja, da je bila zarota namenjena njemu, in doseže, da jo Cezar prizna za edino vladarico Egipta. Kleopatra mu ponudi egiptovsko krono in Cezar se vda njeni lepoti.

#### Tretja slika
Rim. Pročelje senata. Veliko stopnišče.
Cezar po porazu Potinosovih čet slavi v Rimu triumf. Med sprevodom mu ponudi Mark Antonij zlat venec z belim trakom, znak rimskih
imperatorjev, ki ga Cezar odkloni. Sledi veliko slavje.

#### Četrta slika
Dvorana palače v Rimu mesec dni pozneje. Marčeve ide.
Kleopatra pričakuje v palači Cezarja, namenjenega v senat, da bi tam sprejel cesarsko krono. Sama je polna zlih slutenj. Imela je videnje, v katerem so orli izkljuvali Cezarju srce. Vtem že pride Cezar in Kleopatra ga vneto prosi, naj ne hodi v senat, češ da ga tam čaka smrt. Tudi Cesar ni brez hudih slutenj, saj se spomni njemu prerokovih besed, naj se boji marčevih id. Zato omahuje, a ker so v njegovi družbi tudi senatorji zarotniki z Decimom Brutom na čelu, ga pregovorijo, naj ne odstopi od začrtane poti v senat.

#### Peta slika
Pompejevo stebrišče.
Štirje glavni zarotniki z Markom Brutom naredijo odločilni korak in Cezarja ubijejo. Njihovo zarotniško dejanje se zlije s slavospevi, ki jih poje ljudstvo Cezarju.

#### Šesta slika
Dvorana palače v Rimu.
Kleopatra pričakuje Cezarjeve vrnitve iz senata, a namesto njega pride vojak s sporočilom, da je Cezar mrtev. Te besede hudo prizadenejo Kleopatro, ki hoče k mrtvemu vladarju, toda Apolodor jo zadrži, češ da zarotniki krivijo prav njo, da je netila Cezarjevo častiželjnost. Dopove ji, da se mora nemudoma vrniti v Egipt, ki se bo moral zdaj še odločneje boriti za svojo samostojnost. Kleopatra se vda in odkrito prizna, da bo odslej brez Cezarjeve pomoči boj za Egipt težji, vendar zaupa egiptovskim bogovom.

### Drugo dejanje

#### Sedma slika
Na krovu Kleopatrine ladje v zalivu pred Tarzosom.
Antonij je postal novi triumvir in je prevzel nalogo, da ujame Kleopatro in s tem reši Egipt za rimsko vladavino. Ker se je ravno mudil v Mali Aziji, pokliče Kleopatro v Tarzos. Kraljica povabi Antonija na razkošno slavje na svoji ladji. Antonij hitro podleže ob prvem pogledu Kleopatrinim čarom in njeni oblasti.

#### Osma slika
Egipt.
Antonij preživi dve leti s Kleopatro in ji podari več rimskih provinc, ne meneč se za pozive triumvirov in senata. Rim zato čedalje glasneje terja vojno z Egiptom in Apolodor pregovori Kleopatro, naj odstrani Antonija. Kraljica po hudih dvomih privoli in sklene zastrupiti Antonija s pomočjo ogrlice, ki bi mu jo spustila v vino. Pri večerji že nese Antonij zastrupljeno čašo k ustom, ko prispe vest, da je Rim napovedal Kleopatri vojno. Antonij veli sklicati legije in hoče piti na zdravje kraljici Rima in Egipta, a Kleopatra mu izbije čašo iz rok in mu ponudi svoja usta. Glavni poveljnik Enobarbos naznani, da so legije zapustile Antonija. Antonij sklene navkljub vsemu s Kleopatro do smrti voditi boj z Rimom.

#### Deveta slika
Velika dvorana v Kleopatrini palači.
Antonij je poražen, vsa pogajanja z Oktavijem za njegovo in Kleopatrino življenje ostanejo brez uspeha. Preostane mu samo še beg. Suženj Eros mu pove, da se je kraljica že predala Oktaviju. Antonij zahteva od sužnja, naj ga zabode. Ko pa zvesti suženj rajši pokonča sebe, pograbi Antonij svoj meč in se sam zabode. Ranjenemu ljubimcu Eiris im Karmian povesta, da je kraljica brez uspeha posredovala pri Oktaviju. Potem ko vstopi Kleopatra, Antonij izdihne v njenih rokah. Kleopatra spozna, da je vsaka nadaljnja borba z Rimom brezuspešna, zato si, odeta v kraljevski ornat, na prsi pritisne strupeno kačo.